# راتو ماي (أسطورة)
راتو - ماي (بالإنجليزية: Rat-Mai)‏ الإله الثعبان، إله الموتى في أساطير ميلانيزيا، وهو يعيش في كهف، وهو موجود خيِّر يعمل على نمو النباتات ونضج المحاصيل. ويخصص لعبادته شهر كامل من أشهر السنة، ولا يسمح خلال هذا الشهر بالرقص أو الغناء. حتى لا يسبب إزعاجا للإله.

### أساطير بولينيزية
- أتيا وبابا
- حوميتي كيتيكي
- في إي (ميثولوجيا)
- فيفارنجو
- هوميا (ميثولوجيا)
- ماراما (ميثولوجيا)
- ماكي (ميثولوجيا)
- موي (ميثولوجيا)

### أساطير ميكرونيزية
- ألولوي (ميثولوجيا)
- كيراتا (ميثولوجيا)
- لؤا (ميثولوجيا)
- لاتيميكيك